# Grécia nos Jogos Olímpicos de Inverno de 2018
A Grécia participou dos Jogos Olímpicos de Inverno de 2018, realizados na cidade de Pyeongchang, na Coreia do Sul. 
Foi a décima nona aparição do país em Olimpíadas de Inverno, sendo que participa regularmente desde os Jogos de 1964, em Innsbruck. Esteve representado por quatro atletas que competiram em dois esportes.

## Desempenho

### Esqui alpino
Feminino
| Atleta       | Evento         | Descida 1 | Descida 2 | Total   | Pos. |
| ------------ | -------------- | --------- | --------- | ------- | ---- |
| Sophia Ralli | Slalom         | 57.95     | 57.49     | 1:55.44 | 44º  |
| Sophia Ralli | Slalom gigante | 1:22.46   | 1:19.20   | 2:41.66 | 52º  |

Masculino
| Atleta           | Evento         | Descida 1 | Descida 2 | Total   | Pos. |
| ---------------- | -------------- | --------- | --------- | ------- | ---- |
| Ioannis Antoniou | Slalom         | DNF       | DNF       | DNF     | DNF  |
| Ioannis Antoniou | Slalom gigante | 1:17.38   | 1:15.92   | 2:33.30 | 46º  |

### Esqui cross-country
Feminino
| Atleta      | Evento      | Final   | Final |
| Atleta      | Evento      | Tempo   | Pos.  |
| ----------- | ----------- | ------- | ----- |
| Maria Danou | 10 km livre | 31:04.1 | 76º   |

Masculino
| Atleta            | Evento                | Qualificatória | Qualificatória | Quartas     | Quartas     | Semifinal   | Semifinal   | Final       | Final       |
| Atleta            | Evento                | Tempo          | Pos.           | Tempo       | Pos.        | Tempo       | Pos.        | Tempo       | Pos.        |
| ----------------- | --------------------- | -------------- | -------------- | ----------- | ----------- | ----------- | ----------- | ----------- | ----------- |
| Apostolos Angelis | 15 km livre           |                |                |             |             |             |             | 38:56.4     | 81º         |
| Apostolos Angelis | Velocidade individual | 3:47.10        | 74º            | Não avançou | Não avançou | Não avançou | Não avançou | Não avançou | Não avançou |

Legenda
| Recorde mundial      | Recorde mundial (World record)               |                       | Recorde africano                      | Recorde africano (African) |                                           | Q | Classificado por posição (Qualified) |
| Recorde olímpico     | Recorde olímpico (Olympic record)            | Recorde da América    | Recorde da América (Americas)         | q                          | Classificado por melhor tempo (Qualified) |   |                                      |
| Melhor marca do ano  | Melhor marca do ano (World leading)          | Recorde asiático      | Recorde asiático (Asian)              | DNS                        | Não largou (Did not start)                |   |                                      |
| Recorde nacional     | Recorde nacional (National record)           | Recorde europeu       | Recorde europeu (European)            | DNF                        | Não terminou (Did not finish)             |   |                                      |
| Recorde pessoal      | Recorde pessoal do atleta (Personal best)    | Recorde da Oceania    | Recorde da Oceania (Oceania)          | DSQ / DQ                   | Desclassificado (Disqualified)            |   |                                      |
| Recorde da temporada | Recorde da temporada do atleta (Season best) | Recorde sul-americano | Recorde sul-americano (South America) | NM                         | Sem marca (No mark)                       |   |                                      |